# Copa del Emperador 1999
La 79.ª Copa del Emperador (第79回天皇杯全日本サッカー選手権大会 Dai 79-kai Tennōhai Zennihon Sakkā Senshuken Taikai?) fue la edición 1999 de dicha competición de fútbol, la más antigua de Japón. El torneo comenzó el 28 de noviembre de 1999 y terminó el 1 de enero de 2000.
El campeón fue Nagoya Grampus Eight, tras vencer en la final a Sanfrecce Hiroshima. De esta manera, el conjunto de la capital de la prefectura de Aichi volvió a dar la vuelta olímpica luego de cuatro años. Por lo mismo, disputó la Supercopa de Japón 2000 ante Júbilo Iwata, ganador de la J. League Division 1 1999, y clasificó a la Recopa de la AFC 2000-01.

## Desarrollo
Fue disputada por 80 equipos, y Nagoya Grampus Eight ganó el campeonato.

## Equipos participantes

### J. League Division 1
- Kashima Antlers
- Urawa Red Diamonds
- JEF United Ichihara
- Kashiwa Reysol
- Verdy Kawasaki
- Yokohama F. Marinos
- Bellmare Hiratsuka
- Shimizu S-Pulse
- Júbilo Iwata
- Nagoya Grampus Eight
- Kyoto Purple Sanga
- Gamba Osaka
- Cerezo Osaka
- Vissel Kobe
- Sanfrecce Hiroshima
- Avispa Fukuoka

### J. League Division 2
- Consadole Sapporo
- Vegalta Sendai
- Montedio Yamagata
- Omiya Ardija
- F.C. Tokyo
- Kawasaki Frontale
- Ventforet Kofu
- Albirex Niigata
- Sagan Tosu
- Oita Trinita

### Japan Football League
- Honda F.C.
- Otsuka Pharmaceutical
- Denso

### Universidades
- Universidad Kokushikan
- Universidad de Tsukuba
- Universidad Aichi Gakuin

### Segundos equipos
- Júbilo Iwata Youth

### Representantes de las prefecturas
- Nagoya S.C.
- TDK
- Universidad de Hachinohe
- Universidad Juntendō
- Ehime F.C.
- Escuela Secundaria de Maruoka
- Universidad de Fukuoka
- F.C. Primeiro
- Escuela Secundaria de Kakamigahara
- Escuela Secundaria Comercial de Maebashi
- Universidad de Hiroshima
- Universidad Dōto
- Universidad Kōnan
- Mito HollyHock
- Teihens F.C.
- Universidad de Iwate
- Kagawa Shiun F.C.
- Instituto Nacional de Fitness y Deportes en Kanoya
- Yokohama F.C.
- Universidad de Ritsumeikan
- Nangoku Kochi F.C.
- Blaze Kumamoto
- Mindhouse T.C.
- Sony Sendai
- Honda Lock
- Nissei Plastic Industrial
- Escuela Secundaria de Kunimi
- Universidad Nara Sangyō
- Universidad de Niigata
- Universidad Nippon Bunri
- Mitsubishi Motors Mizushima
- Universidad Internacional de Okinawa
- Universidad Hannan
- Kyushu Inax
- Universidad Josai
- Escuela Secundaria Kusatsu-Higashi
- Iwami F.C.
- Jatco
- Tochigi S.C.
- Universidad Senshū
- Escuela Secundaria Comercial de Tokushima
- Escuela Secundaria de Sakai
- ALO'S Hokuriku
- Escuela Secundaria Hatsushiba Hashimoto
- Yamagata F.C.
- Yamaguchi Teachers Team
- Nirasaki Astros

## Resultados

### Primera ronda
| Equipo 1                                           | Resultado          | Equipo 2                                  |
| -------------------------------------------------- | ------------------ | ----------------------------------------- |
| Universidad Juntendō                               | 2–0                | Universidad Aichi Gakuin                  |
| Tochigi S.C.                                       | 0–2                | Júbilo Iwata Youth                        |
| Escuela Secundaria Kusatsu-Higashi                 | 0–2                | F.C. Tokyo                                |
| Escuela Secundaria Hatsushiba Hashimoto            | 2–1                | Universidad de Hachinohe                  |
| Universidad Nippon Bunri                           | 1–2 (t.s.)         | Sagan Tosu                                |
| Nagoya S.C.                                        | 3–4                | Jatco                                     |
| Escuela Secundaria Comercial de Maebashi           | 1–2                | Ventforet Kofu                            |
| Sony Sendai                                        | 2–1                | Universidad de Iwate                      |
| Escuela Secundaria de Maruoka                      | 1–11               | Otsuka Pharmaceutical                     |
| Yamaguchi Teachers Team                            | 2–3 (t.s.)         | Universidad de Fukuoka                    |
| Blaze Kumamoto                                     | 0–8                | Montedio Yamagata                         |
| Universidad Internacional de Okinawa               | 0–2                | Teihens F.C.                              |
| F.C. Primeiro                                      | 0–2                | Albirex Niigata                           |
| Instituto Nacional de Fitness y Deportes en Kanoya | 1–0                | Universidad Kōnan                         |
| Universidad Nara Sangyō                            | 2–7                | Denso                                     |
| Iwami F.C.                                         | 7–3                | Escuela Secundaria Comercial de Tokushima |
| Escuela Secundaria de Kunimi                       | 0–4                | Universidad Kokushikan                    |
| Universidad Senshū                                 | 1–0                | Yamagata F.C.                             |
| Universidad de Hiroshima                           | 0–6                | Oita Trinita                              |
| Escuela Secundaria de Kakamigahara                 | 2–8                | ALO'S Hokuriku                            |
| Universidad Hannan                                 | 1–2                | Consadole Sapporo                         |
| Mindhouse T.C.                                     | 2–1 (t.s.)         | Mitsubishi Motors Mizushima               |
| Nangoku Kochi F.C.                                 | 3–7                | Honda F.C.                                |
| Kagawa Shiun F.C.                                  | 4–3 (t.s.)         | Nissei Plastic Industrial                 |
| Honda Lock                                         | 0–5                | Vegalta Sendai                            |
| Mito HollyHock                                     | 5–1                | TDK                                       |
| Escuela Secundaria de Sakai                        | 0–6                | Omiya Ardija                              |
| Nirasaki Astros                                    | 4–4 (t.s.) (2–4 p) | Universidad Dōto                          |
| Ehime F.C.                                         | 0–3                | Kawasaki Frontale                         |
| Universidad Josai                                  | 4–1                | Kyushu Inax                               |
| Universidad de Ritsumeikan                         | 2–1                | Universidad de Tsukuba                    |
| Yokohama F.C.                                      | 8–0                | Universidad de Niigata                    |

### Segunda ronda
| Equipo 1                   | Resultado          | Equipo 2                                           |
| -------------------------- | ------------------ | -------------------------------------------------- |
| Universidad Juntendō       | 3–0                | Júbilo Iwata Youth                                 |
| F.C. Tokyo                 | 6–0                | Escuela Secundaria Hatsushiba Hashimoto            |
| Sagan Tosu                 | 2–1                | Jatco                                              |
| Ventforet Kofu             | 0–0 (t.s.) (3–4 p) | Sony Sendai                                        |
| Otsuka Pharmaceutical      | 0–2                | Universidad de Fukuoka                             |
| Montedio Yamagata          | 3–0                | Teihens F.C.                                       |
| Albirex Niigata            | 1–0                | Instituto Nacional de Fitness y Deportes en Kanoya |
| Denso                      | 7–0                | Iwami F.C.                                         |
| Universidad Kokushikan     | 1–2                | Universidad Senshū                                 |
| Oita Trinita               | 10–0               | ALO'S Hokuriku                                     |
| Consadole Sapporo          | 3–0                | Mindhouse T.C.                                     |
| Honda F.C.                 | 6–0                | Kagawa Shiun F.C.                                  |
| Vegalta Sendai             | 1–2                | Mito HollyHock                                     |
| Omiya Ardija               | 3–0                | Universidad Dōto                                   |
| Kawasaki Frontale          | 5–1                | Universidad Josai                                  |
| Universidad de Ritsumeikan | 1–4                | Yokohama F.C.                                      |

### Tercera ronda
| Equipo 1             | Resultado          | Equipo 2               |
| -------------------- | ------------------ | ---------------------- |
| Júbilo Iwata         | 2–0                | Universidad Juntendō   |
| Bellmare Hiratsuka   | 3–4 (t.s.)         | F.C. Tokyo             |
| Kashima Antlers      | 1–0                | Sagan Tosu             |
| Nagoya Grampus Eight | 4–0                | Sony Sendai            |
| Cerezo Osaka         | 4–1                | Universidad de Fukuoka |
| Vissel Kobe          | 0–0 (t.s.) (3–4 p) | Montedio Yamagata      |
| Urawa Red Diamonds   | 3–1                | Albirex Niigata        |
| Kashiwa Reysol       | 4–2                | Denso                  |
| Shimizu S-Pulse      | 2–1                | Universidad Senshū     |
| Kyoto Purple Sanga   | 1–0                | Oita Trinita           |
| Avispa Fukuoka       | 1–0                | Consadole Sapporo      |
| Sanfrecce Hiroshima  | 3–2                | Honda F.C.             |
| Yokohama F. Marinos  | 2–1                | Mito HollyHock         |
| Gamba Osaka          | 1–0                | Omiya Ardija           |
| JEF United Ichihara  | 2–3                | Kawasaki Frontale      |
| Verdy Kawasaki       | 3–2 (t.s.)         | Yokohama F.C.          |

### Cuarta ronda
| Equipo 1            | Resultado          | Equipo 2             |
| ------------------- | ------------------ | -------------------- |
| Júbilo Iwata        | 3–0                | F.C. Tokyo           |
| Kashima Antlers     | 1–2                | Nagoya Grampus Eight |
| Cerezo Osaka        | 3–4 (t.s.)         | Montedio Yamagata    |
| Urawa Red Diamonds  | 0–2                | Kashiwa Reysol       |
| Shimizu S-Pulse     | 2–2 (t.s.) (4–2 p) | Kyoto Purple Sanga   |
| Avispa Fukuoka      | 1–2                | Sanfrecce Hiroshima  |
| Yokohama F. Marinos | 2–1                | Gamba Osaka          |
| Kawasaki Frontale   | 1–3                | Verdy Kawasaki       |

### Cuartos de final
| Equipo 1            | Resultado | Equipo 2             |
| ------------------- | --------- | -------------------- |
| Júbilo Iwata        | 0–1       | Nagoya Grampus Eight |
| Montedio Yamagata   | 0–2       | Kashiwa Reysol       |
| Shimizu S-Pulse     | 0–2       | Sanfrecce Hiroshima  |
| Yokohama F. Marinos | 0–1       | Verdy Kawasaki       |

### Semifinales
| Equipo 1             | Resultado | Equipo 2       |
| -------------------- | --------- | -------------- |
| Nagoya Grampus Eight | 2–0       | Kashiwa Reysol |
| Sanfrecce Hiroshima  | 7–2       | Verdy Kawasaki |

### Final
| Equipo 1             | Resultado | Equipo 2            |
| -------------------- | --------- | ------------------- |
| Nagoya Grampus Eight | 2–0       | Sanfrecce Hiroshima |

| 1 de enero de 2000 | Nagoya Grampus Eight      | 2:0 (0:0) | Sanfrecce Hiroshima | Estadio Nacional, Tokio                                     |                                                             |
|                    | Lopes 56' · Stojković 82' | Reporte   |                     | Asistencia: 47.172 espectadores Árbitro(s): Masayoshi Okada | Asistencia: 47.172 espectadores Árbitro(s): Masayoshi Okada |

|                                         |
| Bandera de Prefectura de Aichi          |
| Campeón Nagoya Grampus Eight 2.º título |